# 33-as busz (Székesfehérvár)
A székesfehérvári 33-as jelzésű autóbusz a Vasútállomás – Gáz utca – Fecskeparti-lakótelep – Prohászka Ottokár út – Vasútállomás útvonalon közlekedik, körjárati jelleggel.
1976-ban hozták létre, ekkor csupán a Laktanyákig közlekedett, majd két és fél évtized múltán összekapcsolták a 34-es vonallal, körjáratokat alkotva.
Napjainkban a 33-assal ellenkező irányban a 34-es busz jár.
A viszonylaton a legtöbb járat üzemeltetését az ArrivaBus bonyolítja, a Volánbusz alvállalkozójaként.

## Útvonala
| Vasútállomás → Gáz utca → Fecskeparti lakótelep → Prohászka Ottokár út → Vasútállomás | Vasútállomás → Gáz utca → Fecskeparti lakótelep → Prohászka Ottokár út → Vasútállomás |
| --- | ------------------------------------------------------------------------------------- |
| Vasútállomás vá. – Béke tér – Deák Ferenc utca – Lövölde utca – Gáz utca – Rákóczi utca – Várkörút – Dózsa György út – Havranek József utca – Szent Sebestyén tér – Havranek József utca – Gombócleső utca – Gerle utca – Rigó utca – Fecskeparti lakótelep mh. – Gerle utca – Móri út – Dózsa György út – Várkörút – Prohászka Ottokár út – Béke tér – Vasútállomás vá. |                                                                                       |

## Megállóhelyei
Az átszállási kapcsolatok között az azonos útvonalon, de az ellenkező irányban közlekedő 34-es busz nincs feltüntetve.
| 0  | Vasútállomás induló végállomás | | Vasútállomás, Vasvári Pál Gimnázium, Kodály Zoltán Általános Iskola és Gimnázium             |
| 3  | Lövölde utca                   | 31E |                                                                                              |
| 4  | Gáz utca / Budai út            | 14, 14G, 22, 23, 23E, 31E, 40, 41, 42, 43, 44 707, 747, 748, 749, 750, 751, 757, 758, 759, 8030, 8032, 8033, 8035, 8037, 8039 1803, 1823, 1824                                                                     | Alba Regia Sportcentrum (ARÉV Sportcsarnok)                                                  |
| 5  | Széna tér                      | 16, 17, 23, 24, 25, 30, 31, 32, 35 | Jézus szíve templom, Széna téri Általános Iskola, E-ON Dél-Dunántúl                          |
| 7  | Áron Nagy Lajos tér            | 16, 17, 23, 24, 25, 30, 31, 32, 35 | Fehérvár Áruház, Fehérvári Civil Központ                                                     |
| 9  | Országlászló tér               | 16, 17, 30 | Szent István király Múzeum                                                                   |
| 11 | III. Béla király tér           | 8000, 8001, 8002, 8090, 8092, 8093, 8095, 8096, 8097, 8098, 8098 1204, 1563, 1706, 1758, 1809, 1822, 1824, 1840, 1841, 1842, 1845, 1853                                                                            | Ybl Miklós Szakközépiskola és Szakgimnázium, Fejér Megyei Művelődési Központ Művészetek Háza |
| 12 | Ezredéves Általános Iskola     | | Ezredéves Készségfejlesztő Óvoda, Általános Iskola és Speciális Szakiskola                   |
| 13 | Laktanyák                      | 8000, 8001, 8002 | Főnixcsarnok                                                                                 |
| 16 | Fecskeparti lakótelep          | 8090, 8092, 8093, 8095, 8096, 8097, 8098 |                                                                                              |
| 18 | Szent Vendel utca              | |                                                                                              |
| 19 | Irányi Dániel utca             | | Szent Sebestyén-templom, Kodolányi János Egyetem Turizmus Tanszék                            |
| 20 | III. Béla király tér           | 8000, 8001, 8002, 8090, 8092, 8093, 8095, 8096, 8097, 8098, 8098 1204, 1563, 1706, 1758, 1809, 1822, 1824, 1840, 1841, 1842, 1845, 1853                                                                            | Fejér Megyei Művelődési Központ Művészetek Háza                                              |
| 22 | Országzászló tér               | 16, 17, 30 | Szent István király Múzeum                                                                   |
| 24 | Zsuzsanna forrás               | 23, 24, 25, 35 | Belvárosi I. István Szakközépiskola                                                          |
| 26 | Prohászka Ottokár út           | 35 | Teleki Blanka Gimnázium és Általános Iskola                                                  |
| 27 | Prohászka Ottokár templom      | 13, 13A, 20, 35, 36, 37, 38, 40, 41, 43, 44 | Prohászka Ottokár-emléktemplom                                                               |
| 29 | Vasútállomás érkező végállomás | 13, 13A, 13G, 13Y, 20, 30, 31, 31E, 32, 35, 36, 37, 38, 40, 41, 43, 44 7315, 7398, 8010, 8011, 8013, 8082, 8086, 8092, 8093, 8624 S30 G30 Z30 S34 S35 G43 S150 S440 S450 IC, sebesvonat, gyorsvonat, expresszvonat | Vasútállomás, Vasvári Pál Gimnázium, Kodály Zoltán Általános Iskola és Gimnázium             |